# Слива низька
Слива низька, мікровишня низька (Prunus humilis) — вид квіткових рослин із підродини мигдалевих (Amygdaloideae).

## Біоморфологічна характеристика
Це листопадний кущ, від 40 до 150 см заввишки.

## Поширення, екологія
Ареал: Китай, східний Сибір. Населяє зарості, гірські схили та сонячні піщані схили; на висотах від 400 до 1800 метрів.

## Використання
Рослина збирається з дикої природи для місцевого використання як їжа та ліки. Іноді його культивують як плодову культуру в Китаї, а також часто вирощують як декоративну. Плоди вживають сирими чи приготовленими; плоди кислі, несмачні; плід солодший, якщо вирощувати в регіонах із спекотним літом. Насіння має сечогінну дію. Це знижує артеріальний тиск. З листя можна отримати зелений барвник. З плодів можна отримати барвник від темно-сірого до зеленого.